# Eublemmoides semirufa
Eublemmoides semirufa là một loài bướm đêm trong họ Erebidae.